# Торонтес
Торонте́с (на испански: Torrontés) е бял винен сорт грозде, основно разпространен в Аржентина, поради което е смятан за аржентински сорт, но където вероятно е бил донесен от испанските колонизатори. Отглежда се и в Чили. Сортът има три клонови вариации в Аржентина: Torrontés Riojano, Torrontés Sanjuanino и Torrontés Mendocino. В испанската провинция Галисия също се отглежда грозде наричано Торонтес, но испанският сорт е съвсем различен от отглеждания в Южна Америка.
Познат е и с наименованията: Малвация, Торонтел, москател де Австрия.
Лозите се отличават с висока родовитост. Най-добрите вина Torrentes се правят в аржентинската провинция Салта в северозападната част на страната, където климатът е по-сух и студен.
Трите вариации на сорта не са съвсем близки: Torrontés Riojano и Torrontés Sanjuanino имат голям, едър, рехав грозд със светлозелени зърна, докато Torrontés Mendocino се отличава с по-малък, сбит грозд с тъмножълти зърна.
Използва се за приготвяне на висококачествени сухи бели вина с ниска киселинност, с плодови нотки на праскова и кайсия и силен мускатов аромат, както и за купажни вина заедно със сортовете Шенин блан и/или Юни блан. От Торонтес се правят най-добрите аржентински бели вина. В Чили от торонтес се произвежда и спиртното питие „писко“.